# Сэвидж, Брайан
Брайан Артур Сэвидж (англ. Brian Savage; род. 24 февраля 1971, Грейтер-Садбери, Онтарио) — канадский хоккеист, левый крайний нападающий, проведший двенадцать сезонов в НХЛ. Выступал за «Монреаль Канадиенс», «Финикс Койотис», «Сент-Луис Блюз» и «Филадельфия Флайерз». Серебряный призёр зимней Олимпиады 1994 года.

## Игровая карьера
Племянник защитника НХЛ Ларри Хиллмана. Будучи подростком, Брайан учился в старшей школе Ло-Эллен Парк в Садбери и был перспективным гольфистом. Перед поступлением в колледж он отыграл один сезон в Юниорской хоккейной лиге Северного Онтарио в составе Садбери Кабс. В 1991 году в 8-м раунде драфта под общим 171 номером был выбран Монреалем.
В студенческие годы выступал за команду Университета Майами. В 1993 году начал профессиональную карьеру в команде Фредериктон Канадиенс в АХЛ. В конце сезона 1993/94 дебютировал в НХЛ, сыграв три матча в регулярном чемпионате и три в плей-офф.
7 октября 1996 года Сэвидж стал автором первого хет-трика в истории арены Белл-центр. 8 апреля 1999 года в выездной игре против Нью-Йорк Айлендерс забросил четыре шайбы и отдал две передачи, повторив достижение Джо Мэлоуна 1917 года (шесть очков в гостевом матче). После нескольких сезонов, когда Сэвидж очень результативно играл на старте, а затем терял форму, был удостоен от прессы прозвища «Мистер Октябрь»
После восьми сезонов в составе «Канадиенс», 25 января 2002 года, был обменян в «Финикс Койотис» на Сергея Березина. 27 декабря 2003 года забросил первую шайбу в истории Jobling.com Arena. В конце того же сезона был обменян в «Сент-Луис Блюз» с условием возвращения в «Койотис» по завершении плей-офф. После локаута, из-за которого был отменён сезон 2004/05, контракт Сэвиджа был выкуплен «Финиксом». Он заключил однолетнюю сделку с «Филадельфия Флайерз».
21 сентября 2006 объявил о завершении карьеры игрока. В настоящее время является совладельцем команды «Нью-Мехико Скорпионс», выступающей в Центральной Хоккейной Лиге. Также тренирует молодых хоккеистов в Финиксе.

## Награды
| Год  | Команда         | Достижение                       |
| ---- | --------------- | -------------------------------- |
| 1993 | Майами Ред Хокс | Сборная всех звёзд CCHA          |
| 1993 | Майами Ред Хокс | Игрок года CCHA                  |
| 1994 | Канада          | Серебряный призёр Олимпиады 1994 |